# Kịch (chim)

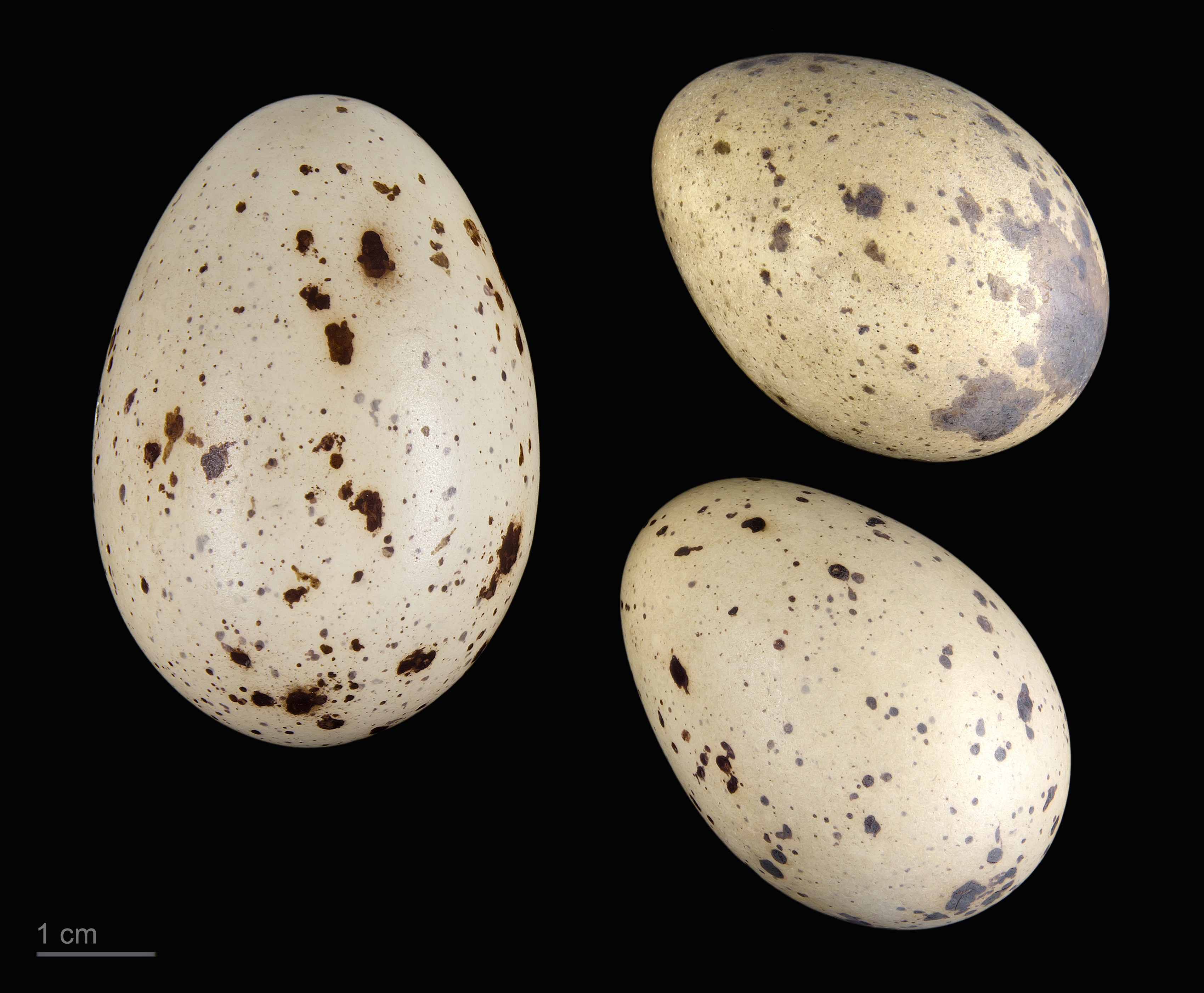
Gallinula chloropus

Kịch (danh pháp hai phần:Gallinula chloropus) là một loài chim thuộc họ Gà nước. Loài được không được tìm thấy trong các vùng cực, hoặc những khu rừng mưa nhiệt đới. Nhưng ở những nơi khác kịch có thể là loài gà nước thường thấy nhất đối với hầu hết mọi người, ngoại trừ sâm cầm hoặc Fulica americana ở một số vùng. 

## Đặc điểm
Nó sống xung quanh đầm lầy, ao, kênh, rạch và các vùng đất ngập nước nhiều cây cối khác. Chúng có đầu và cổ đen chuyển thành xám chì thẫm ở ngực, hai bên sườn và lưng. Phần mặt lưng còn lại nâu thẫm, vai và các lông kề bên xám phớt vàng lục mút đuôi đen nhạt. Lông bao cánh sơ cấp, lông cánh sơ cấp và thứ cấp đen nhạt, lông cánh sơ cấp thứ nhất và mép cánh viền trắng. Mặt hung xám chì ở ngực chuyển dần thành xám nhạt ở bụng. Dưới đuôi trắng trừ các lông ở giữa đen. Dưới cánh xám với mút trắng.
Mắt đỏ. Mỏ, hai phần gáy phía ngoài và gốc gần trán đỏ tươi phần còn lại vàng lục nhạt. Phần dưới ống chân và phần trước giò vàng đen nhạt, Phần sau vá ngón lục xám ở phần trên ống chân, chỗ sát với lông có một vành vàng cam.